# Dame à la table à thé
Lady at the Tea Table (en français : Dame à la table à thé) est une peinture réalisée en 1883-85 par l'artiste américaine Mary Cassatt. L'œuvre, réalisée en peinture à l'huile sur toile, est conservée au Metropolitan Museum of Art à New York.

## Description

### Histoire
Le tableau représente Mary Dickinson Riddle, la cousine germaine de la mère de Cassatt, assise à une table dressée avec un service à thé. Le service à thé était un cadeau de la fille de Riddle à la famille de Cassatt. Le service à thé lui-même est en porcelaine  bleue et blanc doré de Canton (aujourd'hui Guangzhou) de la dynastie Qing en Chine ; au XIXe siècle, Canton était réputée pour ses exportations vers le monde occidental, car la ville portuaire était l'un des centres du commerce de l'ancienne Chine,. La toile a été peinte par Cassatt comme cadeau pour la famille Riddle. Cependant, la fille de Riddle n'aimait pas le tableau, pensant qu'il décrivait le nez de sa mère comme étant trop gros, et donc le tableau a été donné au Metropolitan Museum of Art par Cassatt en 1923.

### L'œuvre
La main de Mme Riddle repose sur le manche d’une théière, dans le cadre d’un service de porcelaine de Canton bleu et blanc doré que sa fille avait présenté à la famille de l’artiste. Peint en réponse au don, le portrait démontre la maîtrise de Cassatt de l’impressionnisme dans sa finition esquissée, la manipulation décontractée et l’indifférence de la protagoniste envers le spectateur.
La peinture illustre une grande partie du style impressionniste unique de Cassatt ; l'accent est mis sur le contour austère du sujet, et les bijoux de Mme Riddle se marient avec l'or doré du service à thé. De même, les teintes bleues pâles utilisées en arrière-plan attirent l'œil sur les bleus plus profonds des yeux de Mme Riddle et de la porcelaine. La simplicité relative de la conception de la peinture est également comparable à l'art orientaliste, dont Cassatt a subi l'influence.